# هيذر كافكا
هيذر كافكا (بالإنجليزية: Heather Kafka)‏ هي ممثلة أمريكية، ولدت في 7 يوليو 1972 بأوستن في الولايات المتحدة.

## أعمال

### أفلام
- (2003) مجزرة منشار تكساس[2][3][4]
- (2013) جو[5]

### مسلسلات
- التحقيق في موقع الجريمة
- هاوس

## وصلات خارجية
- هيذر كافكا على موقع IMDb (الإنجليزية)
- هيذر كافكا على موقع ألو سيني (الفرنسية)
- هيذر كافكا على موقع أول موفي (الإنجليزية)
- هيذر كافكا على موقع قاعدة بيانات الأفلام السويدية (السويدية)
- هيذر كافكا على موقع قاعدة بيانات الفيلم (الإنجليزية)
- هيذر كافكا على موقع كينوبويسك (الروسية)